# 喷锡
热风焊锡整平（英語：Hot Air Solder Leveling，HASL），又称热风整平（英語：Hot Air Leveling，HSL），俗称喷锡，是印刷电路板生产工艺的其中一步。
该步骤通常将预制电路板浸入盛有熔化焊锡池中，将裸露的铜表面用焊锡覆盖。 然后再使用热风切刀将多余的焊料清除。

## 优点
- 元件焊接时湿润度好。
- 避免铜暴露在空气中，避免腐蚀。

## 缺点
- 该工艺使用垂直矫直机时镀层表面平整度低，不太适合窄距元件的焊接。 改用水平矫直机可使平面性提升。
- 处理过程中的高热应力可能对印刷电路板造成瑕疵或缺陷。

## 参看
- 化学镍金
- 回流焊接
- 波峰焊